# Bサイズ&レア・トラックス
『Bサイズ&レア・トラックス』（B-Sides & Rarities）は、アメリカのオルタナティヴ・メタル・バンド、デフトーンズのコンピレーション・アルバム。2005年10月4日発売。CDとDVDの2枚組仕様。B面曲や未発表曲を収録。

## 収録曲

### CD
1. セイヴァリー - "Savory" - 4:35 （ジョーボックスのカバー）
2. ワックス・アンド・ウェイン - "Wax and Wane" - 4:09 （コクトー・ツインズのカバー）
3. チェンジ (イン・ザ・ハウス・オブ・フライズ) (アコースティック) - "Change (In the House of Flies)" - 5:16
4. シンプル・マン - "Simple Man" - 6:19 （レイナード・スキナードのカバー）
5. シナトラ - "Sinatra" - 4:43 （ヘルメットのカバー）
6. ノー・オーディナリー・ラヴ - "No Ordinary Love" - 5:34 （シャーデーのカバー） - 5:34
7. ティーンエイジャー (イディオット・ヴァージョン) - "Teenager" - 3:45
8. クレンショウ・パンチ/アイル・スロウ・ロックス・アット・ユー - "Crenshaw Punch/I'll Throw Rocks at You" - 4:48
9. ブラック・ムーン - "Black Moon" - 3:18
10. イフ・オンリー・トゥナイト・ウィー・クッド・スリープ - "If Only Tonight We Could Sleep" - 5:07 （ザ・キュアーのカバー）
11. プリーズ・プリーズ・プリーズ・レット・ミー・ゲット・ホワット・アイ・ウォント - "Please, Please, Please, Let Me Get What I Want" - 2:01 （ザ・スミスのカバー）
12. デジタル・バス (アコースティック) - "Digital Bath" - 4:48
13. ザ・ショーファー - "The Chauffeur" - 5:21 （デュラン・デュランのカバー）
14. ビー・クワイエット・アンド・ドライヴ (ファー・アウェイ) (アコースティック) - "Be Quiet and Drive (Far Away)" - 4:30

iTunes ボーナス・トラック
1. ナイト・ボート - "Night Boat" - 4:38 （デュラン・デュランのカバー）

### DVD
1. "7 Words"
2. "Bored"
3. "My Own Summer (Shove It)"
4. "Be Quiet and Drive (Far Away)"
5. "Change (In the House of Flies)"
6. "Back to School (Mini Maggit)"
7. "Digital Bath"
8. "Minerva"
9. "Hexagram"
10. "Bloody Cape"
11. "Engine Number 9"
12. "Root"

## 参加ミュージシャン
- チノ・モレノ - ボーカル
- ステファン・カーペンター - リードギター
- チ・チェン - ベースギター
- エイブ・カニンガム - ドラムス
- フランク・デルガド - キーボード